# Buk východní

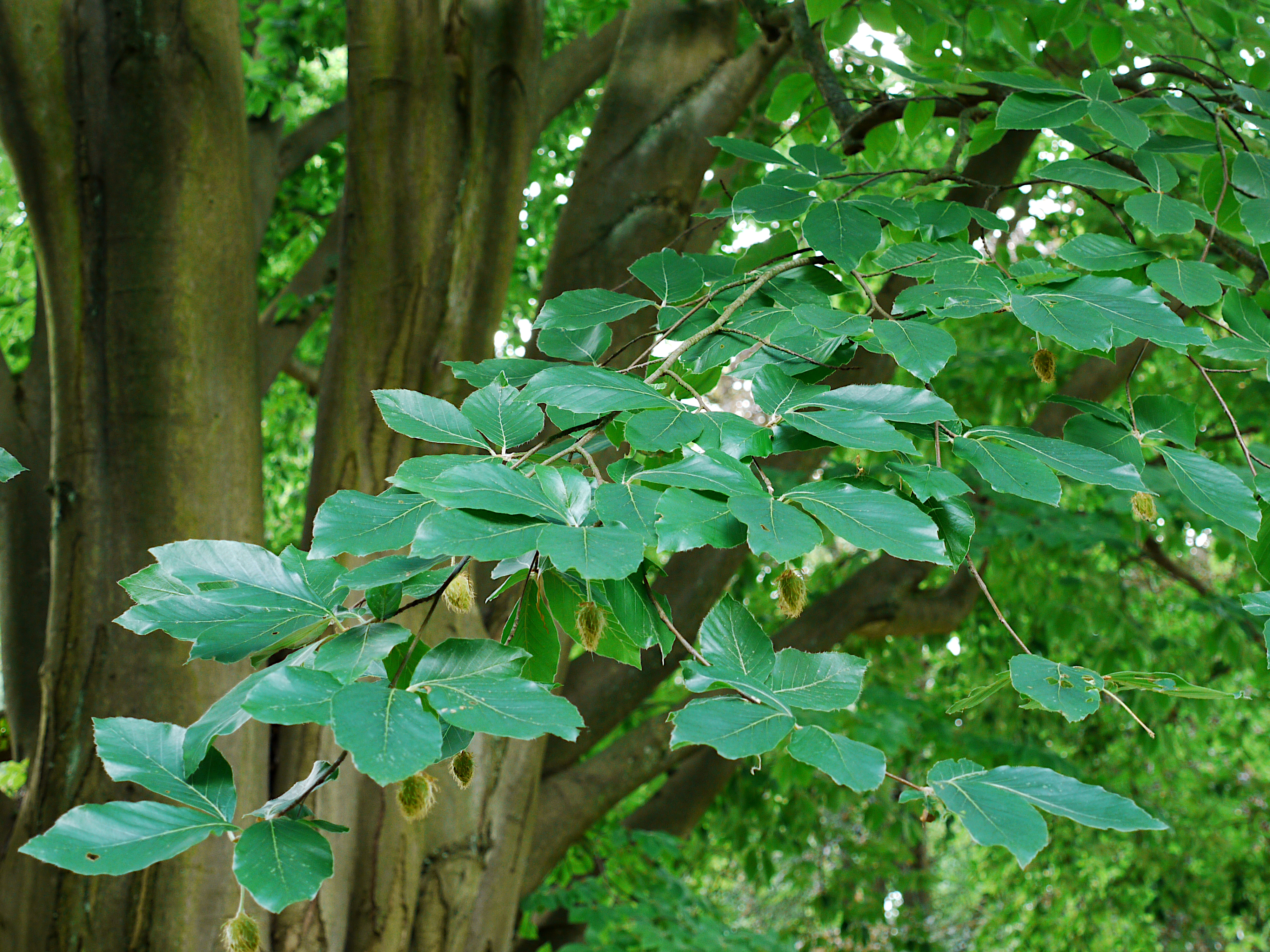
Zbrázděná kůra a listy

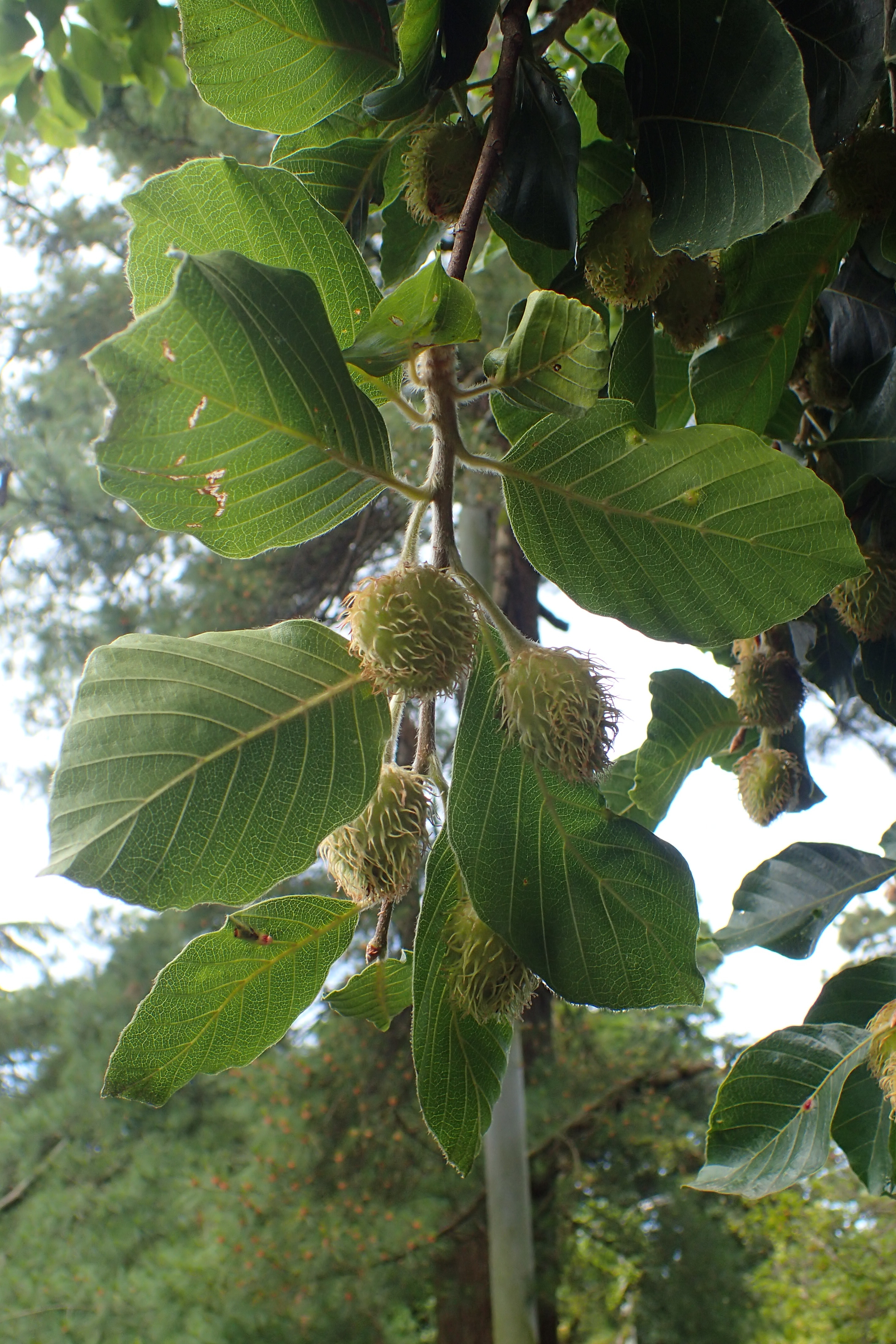
Listy a nezralé plody

Buk východní (Fagus orientalis) je středně vysoký, opadavý, jednodomý, listnatý strom, připomínající svým vzhledem v  české přírodě hojný buk lesní, od kterého se příliš neliší. Jak napovídá jeho název, je rostlinou východu, orientu, jihovýchodní Evropy a jihozápadní Asie, které jsou sice více hornaté, ale v průměru tam panuje teplejší klima. Je dřevinou dlouhověkou, dožívá se 200 až 400 let. Vyskytuje se na celkové ploše okolo 830 000 km² a Mezinárodním svazem ochrany přírody (IUCN) je považován za málo dotčený taxon (LC).

## Výskyt
Dřevina pochází z teplejších a sušších míst, z východních oblastí poblíž Černého, Kaspického a Marmarského moře. Roste v  Bulharsku, Řecku, na Krymu a jihu evropského Ruska, v severních oblastech Kavkazu (Arménie, Ázerbájdžán a Gruzie), v evropské i asijské části Turecka a hojně též v  Íránu. Izolované arely, s největší pravděpodobností druhotné výskyty, se nacházejí také v  Srbsku, Makedonii a Moldavsku. Na rozhraní svých areálů, na Balkáně a;severozápadě Turecka roste buk východní současně s bukem lesním, často se navzájem kříží a vzniká kříženec Fagus ×  taurica. Druh se pěstuje se také v  Severní Americe, ale tam se vyskytuje jen v nevelkém množství.
V české přírodě volně neroste, vyskytuje se pouze v několika botanických zahradách, například v  dendrologické zahradě v Průhonicích nebo v  arboretu v Žampachu.

## Ekologie
Strom je citlivý k suchu a pozdním mrazíkům. Prospívá při průměrných ročních srážkách od 500 do 1000 mm, za optimální výškové rozmezí je považováno 500 až 2100 m n.  m. Pro nedostatek vláhy se většinou nevyskytuje v níže položených oblastech, roste nejvíce v horských lesích. Pro zdárný růst potřebuje půdu vzdušnou, čerstvě vlhkou a dostatečně zásobenou humusem a minerály, náročný je hlavně na dostatek vápníku. Nesnáší zaplavované stanoviště, půdu zamokřenou, prošlou glejovým procesem a silně ulehlou, nevyhovuje ani zemina trvale suchá, písčitá a jen s minimem živin. Ploidie druhu je 2n =  24.
Vyžaduje nejméně pěti až šestiměsíční vegetační dobu, nedaří se mu proto v  mrazových kotlinách. Půdu v okolí silně ovlivňuje bohatým opadem listů a hlavně stínem, obvykle pod ním žádný bylinný podrost neroste. Prostor, pustý jiných rostlin, je pod ním zapříčiněn i jeho těsně pod povrchem rostoucími, do široka rozprostřenými kořeny, které většinou vláhy i živin vysají. Mladý jedinec buku východního je schopen v hlubokém stínu po dlouhou dobu pomalu růst a po zvětšení přívodu světla, po rozevření baldachýnu tvořeného korunami vzrostlých stromů, svůj růst náhle zrychlí. V mládí je hodně citlivý na pozdní jarní mrazy, které někdy poškodí i čerstvě narašené starší stromy, uvnitř hustého lesa však obvykle poškozené nebývají. V zimním období je spolehlivě tolerantní k mrazům do -25 °C. Vyskytuje se v jednodruhových i smíšených kulturách s ostatními druhy stromů.
Roste v  ektomykotrofní mykorhize ve společnosti četných vyšších hub (ryzec, holubinka, šťavnatka). Vlákna podhoubí vstupují do prostou mezi buňkami kůry kořenů, které právě díky houbami vypouštěným hormonům nerostou do délky, ale tloustnou a vidličnatě se větví. Dřeviny nejsou na houbách závislé, ale naopak.
Dříve býval buk východní považován dokonce za poddruh buku lesního, tento názor je již překonán. Někteří výzkumníci došli analýzou DNA asi 45 000 let starého pylu k poznání, že buk lesní se teprve počátkem pliocénu odlišil od buku východního a následně se stal dominantním druhem ve střední a západní Evropě.

## Popis
Opadavý strom průměrně vysoký 25 až 35 m, výjimečně až 45 m, se štíhlým kmenem o průměru do 1 m a s vysoko nasazenou širokou, kuželovitou či vejčitou, bohatě větvenou a nahoře zaoblenou korunou. Jeho kůra je světle šedá, u starších stromů zřetelně brázditá. Hlavní kořen není příliš dlouhý, je rozvětven v soustavu silných, bočních kořenů. Větve jsou krátké brachyblasty nebo dlouhé prýty, které jsou v mládí bělavě pýřité a později lysé a červenohnědě zbarvené. Zimní pupeny jsou úzké, 1 až 2 cm dlouhé, skořicově zbarvené a na špici mají bělavé, střechovitě uspořádané šupiny.
Střídavě vyrůstající jednoduché listy, s  chlupatými řapíky asi 1 cm dlouhými, mají tenké čepele podlouhle eliptického až obvejčitého tvaru, 7 až 15 cm dlouhé a 5 až 9 cm široké, nejširší jsou nad polovinou. Čepele listů mají bázi zaoblenou nebo klínovitou a vrchol zašpičatělý, po obvodě jsou celokrajné, někdy zvlněné a jejich žilnatina má sedm až dvanáct párů postranních, téměř souběžných, nevětvených chlupatých žilek. Úzce kopinaté, světle hnědé blanité palisty brzy opadávají. Podzimní zbarvení listů před opadem bývá žluté, načervenalé až tmavohnědé. Je druhem proměnlivým hlavně tvarem a velikosti listů.
Květy v  jednopohlavných květenstvích se objevují s počátkem rašení listů. Samčí květy, sestaveny do žlutozelených jehněd volně visících na dlouhých stopkách, mají zvonkovité, u báze srostlé, obvykle šestičetné okvětí s bíle pýřitými lístky až 4 mm dlouhými a dále šest až deset tyčinek s  prašníky a zakrnělý nefunkční semeník. Samičí květy vyrůstají ve dvojicích v jednoduché, čtyřčetné, načervenalé, stopkaté číšce obklopené několika listeny, jejich okvětní lístky jsou volné a semeník, srostlý ze tří plodolistů, má tři pouzdra a v každém po dvou vajíčkách a nese čnělku rozeklanou do tři blizen. Opylení, přenos pylu se samčích na samičí květy zajišťuje vítr, který nicími jehnědami snadno pohybuje a pyl z prašníků vytřepává.
Plod je vejčitá, hnědá, lesklá, tříhranná jednosemenná nažka, bukvice, (dospělo jediné z původně šesti vajíček), která je asi 10 mm dlouhá a na hranách má křídla. Dvě nažky, semena, jsou společně uzavřené ve stopkaté, 2 cm velké dřevnaté číšce, která má tuhé ostny na povrchu a ve zralosti se otvírá čtyřmi chlopněmi. Semena dozrávají na podzim, asi za pět až šest měsíců po opylení.
Stromy neprodukují každoročně stejná množství semen, průměrný výnos bývá co dva až pět let, nadprůměrný co pět až deset let, začínají plodit ve věku od 50 let výše. Semena mají poměrně krátkou životnost a proto je vhodné je vysévat již na podzim, dobře klíčí i na povrchu půdy, semenáče se doporučuje do tří let chránit před jarními mrazíky.

## Možnost záměny
Buk východní se od vzhledově podobného buku lesního odlišuje hlavně svými listy a kůrou. Buk východní má listy větší i tužší a jejich čepele jsou nejširší nad polovinou délky, kůra je u starších jedinců zbrázděná a u báze plodů jsou ostny zploštělé až lupenité.

## Význam
Dřevo je středně tvrdé (60 Mpa) a těžké (685 kg/m³), málo pružné a poměrně pevné, je stejnorodé a husté. Barvu má světle hnědou až narůžovělou, napařováním ztmavne, je vhodné pro výrobu ohýbaného nábytku, židlí. Vyrábějí ze z něj mnohé truhlářské výrobky, skříně, stoly, drobné předměty pro domácnost a do kuchyně, loupe se na dýhy i překližky, je zdrojem pro dřevotřískové i dřevovláknité desky. Velmi dobře se obrábí, lepí, moří a impregnuje. Zhotovovaly se z něho mj. podvozky a kola dřevěných vozů, nyní se používá jako konstrukční materiál na dřevěné stavby i pro železniční pražce, zpracovává se na buničinu. Je vhodným palivovým dřevem, málo kouří a má dobrou výhřevnost okolo 11000 MJ/m³. V některých zemích, např. v Íránu, je nejdůležitějším komerčním druhem. Semena obsahují mnoho oleje a konzumují se syrová i nebo pražená, obsahují však saponické glykosidy a konzumace většího množství není vhodná. Olej z nich je po vylisování téměř bez chuti, je částečně vysýchavý a používá se obvykle pro svícení, jako mazivo i pro napouštění a leštění dřeva. Bukvice jsou důležitou zimní potravou pro mnohé hlodavce i savce.